# Rudnia (województwo warmińsko-mazurskie)
Rudnia (niem. Rohden) – osada w Polsce położona w województwie warmińsko-mazurskim, w powiecie iławskim, w gminie Zalewo.
W latach 1975–1998 miejscowość administracyjnie należała do województwa olsztyńskiego.
W okolicach wsi odnaleziono ślady po urnie, zawierającej m.in. perły, w innym miejscu także srebrną monetę arabską z VIII w n.e.
Wieś wzmiankowana w dokumentach z roku 1388, jako wieś pruska na 12 włókach. Pierwotna nazwa wsi to Rudow. W roku 1782 we wsi odnotowano 10 domów (dymów), natomiast w 1858 w pięciu gospodarstwach domowych było 96 mieszkańców. W latach 1937–1939 było 82 mieszkańców. W roku 1973 jako majątek Rudnia należała do powiatu morąskiego, gmina i poczta Zalewo.